# Bahalkeh-ye Bāyerām Ākhūnd
Bahalkeh-ye Bāyerām Ākhūnd (persiska: Bahalkeh-ye Bahrām Ākhūnd, بهلكه بهرام آخوند, بهلكه بايرام آخوند) är en ort i Iran.   Den ligger i provinsen Golestan, i den norra delen av landet, 300 km nordost om huvudstaden Teheran. Bahalkeh-ye Bāyerām Ākhūnd ligger 21 meter över havet och antalet invånare är 582.
Terrängen runt Bahalkeh-ye Bāyerām Ākhūnd är platt. Runt Bahalkeh-ye Bāyerām Ākhūnd är det ganska tätbefolkat, med 65 invånare per kvadratkilometer. Närmaste större samhälle är ‘Alīābād-e Katūl, 19,0 km söder om Bahalkeh-ye Bāyerām Ākhūnd. Trakten runt Bahalkeh-ye Bāyerām Ākhūnd består till största delen av jordbruksmark.